# علي باشا المورلي
علي باشا المورلي ‏ ( - 1735 ) سياسي عثماني شغل منصب والي مصر منذ 1725 حتى 1726.